# Condado de Burleigh
O Condado de Burleigh (em inglês:  Burleigh County) é um dos 53 condados do estado americano da Dakota do Norte. A sede e maior cidade do condado é Bismarck. Foi fundado em 1873.
O condado possui uma área de 4 321 km², dos quais 4 228 km² estão cobertos por terra e 92 km² por água, uma população de 81 308 habitantes, e uma densidade populacional de 19,2 hab/km² (segundo o censo nacional de 2010). É o segundo condado mais populoso da Dakota do Norte.